# Сето
Сето (јап. 瀬戸市) град је у Јапану у префектури Аичи. Према попису становништва из 2005. у граду је живело 131.925 становника.

## Становништво
Према подацима са пописа, у граду је 2005. године живело 131.925 становника.
| 1995.   | 2000.   | 2005.   |
| ------- | ------- | ------- |
| 129.393 | 131.650 | 131.925 |